# Nokere Koerse 2021
La Nokere Koerse 2021 (officiellement Danilith-Nokere Koerse) est la 74e édition de cette course cycliste masculine sur route. Elle a eu lieu le 19 mars 2021 dans la province de Flandre-Orientale en Belgique, entre Deinze et Nokere. Elle fait partie du calendrier UCI ProSeries 2021 en catégorie 1.Pro. La course est remportée en solitaire par le belge Ludovic Robeet (Bingoal-WB), quelques secondes devant son compagnon d'échappée Damien Gaudin (Total Direct Énergie). L'italien Luca Mozzato (B&B Hotels p/b KTM) remporte le sprint du peloton pour la 3e place.

## Présentation

### Parcours
Le départ de la course est donné à Deinze et l'arrivée est jugée à Nokere, sur le Nokereberg, après 195 km. 

### Équipes
Vingt-cinq équipes participent à cette course - treize WorldTeams, onze ProTeams et une équipe continentale :
| WorldTeams (13)- AG2R Citroën Team - Bora-Hansgrohe - Cofidis - Deceuninck-Quick Step - Groupama-FDJ - Ineos Grenadiers - Intermarché-Wanty-Gobert Matériaux - Israel Start-Up Nation - Lotto Soudal - Team DSM - Qhubeka Assos - Trek-Segafredo - UAE Team Emirates ProTeams (11)- Alpecin-Fenix - Arkéa-Samsic - B&B Hotels p/b KTM - Bardiani CSF Faizanè - Bingoal-WB - Delko - Rally Cycling - Sport Vlaanderen-Baloise - Total Direct Énergie - Uno-X Pro Cycling Team - Vini Zabù Équipe continentale- Tarteletto-Isorex |
| |

## Classements

### Classement final
| \| Classement général \| Classement général \| Classement général \| Classement général \| Classement général \| \| Coureur \| Coureur \| Pays \| Équipe \| Temps \| \| ------------------ \| -------------------- \| ------------------ \| ---------------------- \| ------------------ \| \| 1er \| Ludovic Robeet \| Belgique \| Bingoal-WB \| 4 h 33 min 37 s \| \| 2e \| Damien Gaudin \| France \| Total Direct Énergie \| + 3 s \| \| 3e \| Luca Mozzato \| Italie \| B&B Hotels p/b KTM \| + 5 s \| \| 4e \| Jordi Meeus \| Belgique \| Bora-Hansgrohe \| + 5 s \| \| 5e \| Tom Van Asbroeck \| Belgique \| Israel Start-Up Nation \| + 5 s \| \| 6e \| Jake Stewart \| Royaume-Uni \| Groupama-FDJ \| + 5 s \| \| 7e \| Max Walscheid \| Allemagne \| Qhubeka Assos \| + 5 s \| \| 8e \| Kristoffer Halvorsen \| Norvège \| Uno-X Pro Cycling Team \| + 5 s \| \| 9e \| Jhonatan Narváez \| Équateur \| Ineos Grenadiers \| + 5 s \| \| 10e \| Rudy Barbier \| France \| Israel Start-Up Nation \| + 5 s \| |                      |             |                        |                 |
| |                      |             |                        |                 |
| Source : ProCyclingStats |                      |             |                        |                 |
| Classement général |                      |             |                        |                 |
| Coureur | Coureur              | Pays        | Équipe                 | Temps           |
| 1er | Ludovic Robeet       | Belgique    | Bingoal-WB             | 4 h 33 min 37 s |
| 2e | Damien Gaudin        | France      | Total Direct Énergie   | + 3 s           |
| 3e | Luca Mozzato         | Italie      | B&B Hotels p/b KTM     | + 5 s           |
| 4e | Jordi Meeus          | Belgique    | Bora-Hansgrohe         | + 5 s           |
| 5e | Tom Van Asbroeck     | Belgique    | Israel Start-Up Nation | + 5 s           |
| 6e | Jake Stewart         | Royaume-Uni | Groupama-FDJ           | + 5 s           |
| 7e | Max Walscheid        | Allemagne   | Qhubeka Assos          | + 5 s           |
| 8e | Kristoffer Halvorsen | Norvège     | Uno-X Pro Cycling Team | + 5 s           |
| 9e | Jhonatan Narváez     | Équateur    | Ineos Grenadiers       | + 5 s           |
| 10e | Rudy Barbier         | France      | Israel Start-Up Nation | + 5 s           |

### Classement UCI
La course attribue des points au Classement mondial UCI 2021 selon le barème suivant.
| Position           | 1er | 2e  | 3e  | 4e  | 5e | 6e | 7e | 8e | 9e | 10e | 11e | 12e | 13e | 14e | 15e | 16e à 30e | 31e à 40e |
| Classement général | 200 | 150 | 125 | 100 | 85 | 70 | 60 | 50 | 40 | 35  | 30  | 25  | 20  | 15  | 10  | 5         | 3         |